# 慈恩寺 (岐阜市柳津町)
慈恩寺（じおんじ）は、岐阜県岐阜市柳津町高桑にある臨済宗妙心寺派の寺院で、永禄元年（1558年）開基。山号は高桑山。美濃新四国八十八ヶ所の第三十六番札所。本尊の十一面観音菩薩は岐阜市の指定文化財。
文政5年（1822年）に雪関紹珠により再興された。現在の扁額は雪関のものと伝わる。
なお、岐阜市には同じ寺号の玉保山慈恩寺が溝口中に、景徳山慈恩寺が大門町に存在する。

## 十一面観音菩薩
高桑山慈恩寺の本尊。岐阜市の指定文化財(昭和56年11月20日指定)。元は、鎌倉時代に岐阜市柳津町高桑周辺で栄えた高桑城城主・高桑氏の守りの本尊。高桑城城主の菩提寺である龍雪寺の本尊として祀られていた。大永7年（1527年）、高桑城は斉藤道三に攻撃されて落城し、高桑一族は、隣国越前国（福井県）に逃れ去った。それに伴って龍雪寺は廃寺となった。永禄元年（1558年）になって、雲外和尚が龍雪寺の跡地に高桑山慈恩寺を開基し、龍雪寺にあった十一面観音菩薩は、幸いにも高桑山慈恩寺に引継がれた。また、十一面観音菩薩を祀った観音堂の石垣の部分は、かつてこの地に存在した高桑城の石垣を利用したもの。